# Ак-Шеихская волость
Ак-Шеи́хская во́лость — административно-территориальная единица в составе Перекопского уезда Таврической губернии. Образована в результате земской реформы 1890 года, при реорганизации Байгончекской волости.

## География
Располагалась в северо-восточной части уезда, от верховьев Салгира по левому берегу на востоке, до устья речки Победная на западе. С севера — берег Сиваша, на юге граница — примерно по линии современного шоссе E 97 Джанкой — Керчь. Рельеф — плоская степь. Занимала северо-запад современного Нижнегорского и северо-восток Джанкойского районов.
В «…Памятной книжке Таврической губернии на 1892 год» в волости, по неизвестной причине, записано всего 10 деревень с населением 1099 человек.

| - Аджи-Ахмат — 36 жит. - Ак-Шеих — 493 жит. - Дулат — 178 жит. - Иргаклы — 38 жит. - Кельдыбай — 21 жит. - Комаджи — 3 жит. | - Колтамак — 77 жит. - Моллалар — 6 жит. - Тереклы-Абаш — 133 жит. - Тюп-Абаш — 21 жит. - Чуча — 96 жит. |

## Состояние на 1900 год
В Памятной книжке Таврической губернии на 1900 год зафиксировано уже 55 населённых пунктов с 6 126 жителями. В волости было одно село — Аджи-Ахмат с 172 жителями, также известно, что было несколько немецких колоний и сильно возросла доля нетатарского населения.
Также в волости числилось 5 хуторов: Джага-Кипчак — 6 жителей, Карповка — 16, Каракаша Егора — 6, Каракаша Лазаря — 9 и Тархан — 28 жителей.

## Состояние на 1915 год
По Статистическому справочнику Таврической губернии. Ч.II-я. Статистический очерк, выпуск пятый Перекопский уезд, 1915 год, в Ак-Шеихской волости Перекопского уезда числилось 107 различных поселений, в которых проживало 8023 человека приписных жителей и 2593 — «посторонних». В волости было 3 села: Ак-Шеих, Аджи-Ахмат (немецкий) и Тарханлар и 48 деревень.

| - Акимовка (Казанки) — 65/25 чел. - Акчора — 255/0 чел. - Антониновка — 210/9 чел. - Баботай — 96/0 чел. - Байгончик Старый — 38/15 чел. - Байгончик Новый — 30/60 чел. - Барын немецкий — 60/73 чел. - Барын татарский — 137/0 чел. - Баш-Киргиз — 50/0 чел. - Бийгазы — 53/18 чел. - Большой Кут — 219/13 чел. - Владимировка — 227/10 чел. - Джага-Кипчак — 55/28 чел. - Джанкой Северный — 419/5 чел. - Джанкой Средний — 135/85 чел. - Джумаш-Кирк — 38/22 чел. - Дулат — 69/66 чел. | - Ириновка — 190/12 чел. - Казанки — 25/27 чел. - Казанки (вакуф) — 37/3 чел. - Камаджи — 256/10 чел. - Камбар (вакуф) — 27/0 чел. - Караджа-Кат — 26/4 чел. - Карангит — 181/50 чел. - Кельдыбай — 72/22 чел. - Колай-Месит — 15/0 чел. - Култамак — 213/0 чел. - Куремес — 136/0 чел. - Куремес-Месит — 70/0 чел. - Кипчак (вакуф) — 81/8 чел. - Моллалар — 101/0 чел. - Макут — 21/75 чел. - Мангит — 74/9 чел. - Ново-Александровка, или Таганашмин — 658/93 чел. - Новониколаевка — 83/30 чел. | - Ногайлы-Кирк — 33/84 чел. - Ногайчи-Ахмат — 226/40 чел. - Разорённый Вакуф — 50/0 чел. - Сейтлер — 65/3 чел. - Сивашное — 211/10 чел. - Стефановка — 229/11 чел. - Тереклы-Абаш — 88/9 чел. - Тюп-Абаш — 174/13 чел. - Тюп-Кенегез — 284/16 чел. - Тобен — 20/0 чел. - Тобен (вакуф) — 50/0 чел. - Чуча — 171/140 чел. - Шейхлар — 49/52 чел. - Шибань — 297/64 чел. - Ширин Славянский — 121/58 чел. - Ширин Татарский — 49/15 чел. - Эльгеры-Чуча — 117/55 чел. |

Кроме того в волости числились 2 посёлка — Колай и Теге, 29 хуторов, иные из которах современм стали сёлами: Акчора (оно же Байды), Акчора (Третьяченко), Алчин, Губеровка, Иргаклы, Карангит, Константиновка, Каракаш Егора, Макогоновка, Новый Чекмай, Новая Отрада, Отрада, Саледжановка, 2 хутора Сертке-Аджи-Ахмат, Старый Чокмай, Сальцыно, Сейтлер (Щасливцевых), 2 хутора Тюп-Кангил, 2 хутора Тюп-Тархан, Тархан-Сейтлер, 4 хутора Тархан Северный (Костененко), Майера, Барановских и Тархан (он же Давидовка); Чокмай, Чокраклы-Кирк, Ширин немецкий и Шига. Также было 12 экономий — Алач, Ауз-Кенегез, Бай Онлар, Ени-Кипчак, Кратубель, Конек, Карповка (К. Каракаша), Киблеровка, Лазаревка, Томак-Киргиз, Тархан, Тюп-Тархан, 2 железнодорожные казармы и 5 железнодорожных будок.
Волость существовала до упразднения, согласно постановлению Крымревкома от 8 января 1921 года.